# Klippsäckspinnare
Klippsäckspinnare (Solenobia rupicolella) är en fjärilsart som beskrevs av Sauter 1954. I den svenska databasen Dyntaxa används istället namnet Siederia rupicolella. Enligt Catalogue of Life ingår klippsäckspinnare i släktet Solenobia och familjen säckspinnare, men enligt Dyntaxa är tillhörigheten istället släktet Siederia och familjen säckspinnare. Arten är reproducerande i Sverige. Inga underarter finns listade i Catalogue of Life.